# Cửa Tùng (xã)
Cửa Tùng là một xã thuộc tỉnh Quảng Trị, Việt Nam được thành lập vào 16 tháng 6 năm 2025 từ việc hợp nhất thị trấn Cửa Tùng, xã Vĩnh Giang, xã Hiền Thành, xã Kim Thạch.

## Địa lý
Thị trấn Cửa Tùng nằm ở phía đông nam huyện Vĩnh Linh, có vị trí địa lý:
- Phía đông giáp Biển Đông
- Phía tây giáp xã Hiền Thành
- Phía nam giáp xã Vĩnh Giang và huyện Gio Linh
- Phía bắc giáp xã Kim Thạch.

Thị trấn Cửa Tùng có diện tích 10,47 km², dân số năm 2018 là 8.336 người, mật độ dân số đạt 796 người/km².

## Lịch sử
Phần lớn địa bàn thị trấn Cửa Tùng trước đây vốn là hai xã Vĩnh Quang và Vĩnh Tân thuộc huyện Vĩnh Linh.
Ngày 1 tháng 10 năm 2004, đảo Cồn Cỏ được tách ra khỏi xã Vĩnh Quang để thành lập huyện đảo Cồn Cỏ.
Ngày 24 tháng 8 năm 2009, Chính phủ ban hành Nghị quyết 39/NQ-CP. Theo đó, thành lập thị trấn Cửa Tùng trên cơ sở toàn bộ diện tích và dân số của xã Vĩnh Quang; 228,70 ha diện tích tự nhiên và 828 người của xã Vĩnh Thạch (4 thôn Thạch Bàn, Thạch Bắc, Thạch Nam, Thạch Trung).
Thị trấn Cửa Tùng có 469,4 ha diện tích tự nhiên và 6.256 người.
Ngày 20 tháng 7 năm 2019, sáp nhập hai khu phố Hòa Lý và Quang Hải thành khu phố Hòa Lý Hải, sáp nhập hai khu phố Thạch Trung và Thạch Nam thành khu phố Trung Nam, sáp nhập hai khu phố Thạch Bắc và Thạch Bàn thành khu phố Bắc Bàn.
Đến năm 2018, thị trấn Cửa Tùng có diện tích 4,91 km², dân số là 6.042 người, mật độ dân số đạt 1.231 người/km², gồm 8 khu phố: An Đức 1, An Đức 2, An Đức 3, An Hòa 1, An Hòa 2, Bắc Bàn, Hòa Lý Hải, Trung Nam. Xã Vĩnh Tân có diện tích 5,56 km², dân số là 2.294 người, mật độ dân số đạt 413 người/km², gồm 5 thôn: An Du Đông 1, An Du Đông 2, An Du Nam 1, An Du Nam 2, Cát.
Ngày 17 tháng 12 năm 2019, Ủy ban Thường vụ Quốc hội ban hành Nghị quyết 832/NQ-UBTVQH14 về việc sắp xếp các đơn vị hành chính cấp xã thuộc tỉnh Quảng Trị (nghị quyết có hiệu lực từ ngày 1 tháng 1 năm 2020). Theo đó, sáp nhập toàn bộ diện tích và dân số của xã Vĩnh Tân vào thị trấn Cửa Tùng.
Sau khi sáp nhập, thị trấn Cửa Tùng có diện tích 10,47 km², dân số là 8.336 người.
Ngày 16 tháng 6 năm 2025, Ủy ban Thường vụ Quốc hội ban hành Nghị quyết số 1680/NQ-UBTVQH15 về việc sắp xếp các đơn vị hành chính cấp xã của tỉnh Quảng Trị năm 2025. Theo đó, sắp xếp toàn bộ diện tích tự nhiên, quy mô dân số của các thị trấn Cửa Tùng, xã Vĩnh Giang, xã Hiền Thành, xã Kim Thạch thành xã mới có tên gọi là xã Cửa Tùng.

## Hành chính
Thị trấn Cửa Tùng được chia thành 13 khu phố: An Du Đông 1, An Du Đông 2, An Du Nam 1, An Du Nam 2, An Đức 1, An Đức 2, An Đức 3, An Hòa 1, An Hòa 2, Bắc Bàn, Cát, Hòa Lý Hải, Trung Nam.